# Май 2014 года

Список событий мая 2014 года.

## События
- 1 мая
  - Учёные из Центра по изучению тяжёлых ионов им. Гельмгольца в Дармштадте подтвердили существование 117-го элемента, синтезировав 7 ядер[1].
- 2 мая
  - На юге Украины в Одессе произошли столкновения сторонников и противников киевской власти, погибли по официальным данным 46 человек, 48 числятся пропавшими без вести[2][3][4].
  - В Афганистане в провинции Бадахшан произошёл селевой оползень, погибли более 350 жителей, пропали без вести около 2000 человек[5].
  - Украинские войска начали штурм Славянска (Донецкая область). Силам народного ополчения удалось сбить 3 вертолёта украинской армии, пилот одного из них погиб, другой ранен и захвачен. В ходе перестрелки погиб 1 человек, несколько получили ранения[6].
- 3 мая
  - В городе Гуандун (КНР) в результате обрушения моста погибли 11 человек[7].
  - В Гаити в результате ДТП с грузовиком, перевозившим людей, погибли 23 пассажира, пострадавших более 10 человек[8].
  - В ходе боевых столкновений сепаратистов и сил украинской армии в Краматорске (Донецкая область) 10 человек убиты, более 30 получили ранения[9].
- 4 мая
  - Премьер-министром Ливии был избран Ахмед Майтыг[10].
  - Президентские и парламентские выборы в Панаме[11]. По предварительным данным, победу одержал Хуан Карлос Варела[12].
- 5 мая
  - Премьер-министр Словении Аленка Братушек объявила об отставке[13].
  - В Эфиопии прошла церемония завершения строительства первого этапа　скоростной автострады «Аддис-Абеба — Адама» на которой присутствовали Премьер Госсовета КНР Ли Кэцян совместно с премьер-министром Эфиопии Хайлемариамом Десаленем. Это первая скоростная магистраль как в Эфиопии, так и в Восточной Африке её строительство велось китайскими специалистами[14].
  - Была выпущена в релиз игра World of Tanks Blitz
- 6 мая
  - В Копенгагене (Дания) стартовал 59-й песенный конкурс Евровидение[15].
- 7 мая
  - Второй тур президентских выборов в Ливане вновь перенесён, теперь на 15 мая[16].
  - Конституционный суд Таиланда отправил в отставку премьер-министра Йинглак Чиннават[17]. Премьер-министром Таиланда стал Ниваттхумронг Бунсонгпайсан[18].
  - Парламентские выборы в ЮАР[19].
  - Нападение боевиков на город Гамбору на северо-востоке Нигерии, более 300 человек убиты, десятки ранены[20].
  - Иранские власти заявили о готовности Ирана обеспечивать потребности европейских стран в газе путём поставок по трубопроводам или в виде сжиженного природного газа[21].
  - Президент РФ Владимир Путин после встречи с действующим председателем ОБСЕ Дидье Буркхальтером сделал ряд заявлений по ситуации на Украине, включая заявление, что Россия отвела свои войска от границ Украины, предложение юго-восточным сепаратистам перенести референдум о самоопределении своих регионов. Также президент подчеркнул правильность досрочных выборов президента Украины[22].
- 8 мая
  - Вступил в должность президент Коста-Рики Луис Гильермо Солис[23].
- 9 мая
  - В украинском городе Мариуполь, прошла т. н. «антитеррористическая операция». Силовики провели попытку штурма захваченных зданий, и по данным ополченцев открыли огонь по людям, которые собрались на стихийным митинг в защиту горотдела. В ходе боёв по сообщению министра МВД Арсена Авакова около 20 ополченцев были убиты, 4 взяты в плен, кроме этого, 5 украинских силовиков ранены, один — убит[24][25][26][27].
- 10 мая
  - Финал конкурса песни Евровидение, победителем которого стал участник из Австрии Кончита Вурст[28].
- 11 мая
  - Президентские выборы в Литве[29]. По предварительным данным, лидирует действующий президент Даля Грибаускайте[30].
  - Областные референдумы о статусе Луганской и Донецкой областей (Украина)[31].
- 12 мая
  - ЕСПЧ обязал Турцию выплатить 30 млн евро в качестве компенсации морального ущерба родственникам пропавших без вести в результате вооружённого захвата 37 % территории Кипра и 60 млн евро грекам-киприотам, продолжающим проживать на полуострове Карпас на оккупированной части Кипра[32].
  - Прошёл последний, девятый этап парламентских выборов в Индии, проголосовали жители штатов Бихар, Уттар-Прадеш и Западная Бенгалия, на всеобщих выборах проголосовало рекордное количество избирателей — 66,4 %[33].
- 13 мая
  - В Багдаде, столице Ирака, вследствие серии взрывов погибли около 20 человек и ранены около 50 жителей[34].
  - В результате покушения был ранен народный губернатор Луганской Народной Республики Валерий Болотов[35].
  - Окружной суд Тель-Авива приговорил экс-премьера Израиля Эхуда Ольмерта к шести годам тюремного заключения за получение взятки[36].
  - В результате взрыва и последующего за ним обвала на турецкой шахте, расположенной в провинции Маниса, погиб 301 человек, 485 спасены[37].
  - Индексы S&P 500 и промышленный индекс Dow Jones обновили исторические максимумы[38].
- 14 мая
  - Космический корабль Союз ТМА-11М совершил посадку в Казахстане, Экипаж посадки: Михаил Тюрин (ФКА), Ричард Мастраккио (НАСА) и Коити Ваката (JAXA)[39].
  - Состоялось открытие 67-го Международного Каннского кинофестиваля[40].
  - Бывший глава МВД Венгрии Бела Биску приговорён к 5,5 годам тюрьмы как военный преступник — суд счёл его виновным в подавлении антикоммунистического восстания 1956 года[41].
  - В ходе антикитайских беспорядков во вьетнамской провинции Хатинь погиб 21 человек. Протесты начались из-за решения китайских властей перенести глубоководную буровую платформу в спорную акваторию Южно-Китайского моря возле Парасельских островов[42].
- 15 мая
  - Всероссийский выставочный центр на севере Москвы был официально переименован в ВДНХ[43].
  - В Сербии в результате непрекращающихся дождей вышли из берегов реки, что вызвало крупнейшее за 120 лет наводнение, 1 человек погиб[44].
  - У берегов Бангладеш затонул пассажирский паром, 52 человека погибли, более 50 пропали без вести, 75 спасены[45][46].
  - Ракета-носитель Протон-М не смогла вывести на орбиту российский спутник связи «Экспресс-АМ4Р», упав через 9 минут после старта[47].
  - Начались массовые беспорядки в пригороде Москвы Пушкино, начавшиеся после убийства местного жителя приезжим из Узбекистана, задержаны 57 человек[48].
- 16 мая
  - В Бенгази (Ливия) бойцы генерала Хафтара без ведома действующих в Триполи властей атаковали позиции исламистов, погибли более 40 человек[49].
  - Депутаты Верховного совета (парламента) самопровозглашенной Донецкой Народной Республики сегодня утвердили состав первого народного правительства, председателем назначен Александр Бородай, министр обороны — Игорь Стрелков[50].
  - Воды реки Колорадо впервые за 16 лет достигли моря после заключения соглашения между США и Мексикой о заборе воды[51].
- 17 мая
  - В Сербии и Боснии и Герцеговине в результате наводнения погибли около 44 человека, эвакуированы десятки тысяч жителей[52].
  - В результате аварии самолёта Ан-74 в провинции Сиангкхуанг на севере Лаоса погибли 15 человек, включая министров обороны и общественной безопасности страны и мэра лаосской столицы — Вьентьяна[53].
- 18 мая
  - В Бразилии в результате аварии пассажирского автобуса погибли более 20 человек[54].
  - В ливийском городе Бенгази продолжаются бои, число погибших превышает 75 человек[55].
  - Второй тур президентских выборов в Гвинее-Бисау[56].
  - На заседании парламента принята Конституция Луганской Народной Республики. Главой ЛНР утверждён Валерий Болотов, который дал присягу на верность ЛНР[57].
  - В Мьянме двое сотрудников принадлежащего Китаю рудника компании Wanbao Mining Company похищены активистами, вступающими за его закрытие[58].
- 19 мая
  - Ринат Ахметов, владелец влиятельной в Донецке компании System Capital Management, призвал своих рабочих выйти на предупредительную забастовку в поддержку мира[59].
  - Руководство британской фармацевтической компании AstraZeneca отвергла предложение фармацевтической компании Pfizer, которая была готова купить её бизнес за $117 млрд[60].
  - Латвия начала самые масштабные в своей истории военные учения Национальных вооружённых сил[61].
  - Войска специального назначения Ливии примкнули к мятежному генералу Халифу Хафтару[62].
  - Американский оператор сотовой связи AT&T объявил о намерении приобрести оператора спутникового телевидения DirecTV за $48,5 млрд[63].
- 20 мая
  - В результате столкновения грузового и пассажирского поезда в Наро-Фоминском районе Подмосковья 6 человек погибли, около 30 пострадали[64].
  - В Индии пассажирский автобус сорвался в пропасть, погибли 17 человек[65].
  - Армия Таиланда объявила о введении военного положения, обосновывая своё решение необходимостью восстановить порядок после затяжных антиправительственных протестов[66].
  - Радикальный исламский проповедник Абу Хамза признан американским судом виновным в пособничестве терроризму[67].
- 21 мая
  - «Газпром» и China National Petroleum Corporation подписали долгосрочный договор на поставки газа в Китай, Россия и Китай предусмотрели предоставление налоговых льгот при поставках топлива[68].
  - Массовые беспорядки в Горном Бадахшане (Таджикистан)[69].
- 22 мая
  - В результате взрыва заминированного автомобиля на рынке в китайском городе Урумчи погиб 31 человек, более 90 получили ранения[70].
  - В Волновахском районе Донецкой области вооружёнными людьми, приехавшими на инкассаторских машинах, был атакован блокпост украинской армии, погибли как минимум 11 человек, около 30 раненных[71].
  - Армия Таиланда во главе с генералом Прают Чан-Оча совершили военный переворот с целью восстановления порядка в стране и проведения необходимых политических реформ[72].
  - По сообщению государственной пограничной службы Украины, в ночь на 22 мая пограничники отбили несколько атак вооружённых групп на украинско-российской границе в Луганской области[73].
  - В Луганской Народной Республике введено военное положение и объявлена всеобщая мобилизация всех мужчин в возрасте от 18 до 45 лет[74].
  - Накануне ежегодного собрания акционеров сети ресторанов быстрого питания McDonald’s полиция арестовала 139 демонстрантов, протестовавших перед штаб-квартирой компании в Оук-Брук, штат Иллинойс, требующих повысить заработную плату[75].
  - Второй тур президентских выборов в Ливане перенесён очередной раз из-за отсутствия кворума[76].
- 23 мая
  - В Таиланде военные задержали бывшего премьер-министра страны Йинглак Чиннават[77].
  - Командир народного ополчения Донбасса призвал населения Славянска к срочной эвакуации, чтобы избежать жертв среди населения в ходе готовящегося штурма города украинской армией[78].
- 24 мая
  - В Таиланде военные, совершившие переворот, распустили сенат[79].
  - В центре Брюсселя недалеко от музея еврейской культуры произошла стрельба, 4 человека убиты[80].
  - Донецкая и Луганская народные республики объявили о создании Союза народных республик — Новороссии[81].
- 25 мая
  - В Новоайдаре под Луганском произошла перестрелка, по данным МВД Украины, один человек убит и один ранен, представитель пресс-службы Луганской Народной Республики сообщил, что причиной стал отказ открыть избирательный участок на президентских выборах[82].
  - Досрочные выборы президента Украины. Победу одержал Пётр Порошенко[83].
  - Парламентские выборы в Бельгии[84].
  - Второй тур выборов президента Литвы[85]. Победу одержала действующий президент Даля Грибаускайте[86].
  - Президентские выборы в Колумбии[87].
  - Скончался бывший президент Польской Народной Республики Войцех Ярузельский[88].
  - Сборная России по хоккею с шайбой завоевала золотые медали чемпионата мира, выиграв в финале у сборной Финляндии[89].
  - Закончились выборы в Европейский парламент, крупнейшие партии евроинтегристов сохранили лидирующие позиции в Европарламенте, однако заметен рост евроскептицизма, который проявился в частности в триумфе французского крайне правого «Национального фронта»[90].
  - Субкоманданте Маркос, один из самых культовых революционеров Латинской Америки, возглавлявший восстание коренных жителей в южной Мексике, заявил, что уходит с поста публичной фигуры сапатистов[91].
- 26 мая
  - Украина начала процесс по выходу из СНГ[92].
  - Премьер-министр Индии Нарендра Моди вступил в должность[93].
  - В Индии пассажирский поезд столкнулся с товарным составом. Погибли не менее 20 человек, 50 госпитализированы[94]
  - В Египте начались двухдневные выборы президента Египта[95]. По предварительным данным победу одержал Абдул Ас-Сиси[96].
- 27 мая
  - На территории Республики Конго учёные обнаружили огромные по площади тропические торфяники, занимающие площадь, сравнимую с территорией Англии[97].
  - В районе спорных по принадлежности Парасельских островов (Южно-Китайское море) столкнулись китайское и вьетнамское рыболовецкие суда, вьетнамский траулер перевернулся, жертв нет[98].
  - Украинские военные установили контроль над аэропортом в Донецке, в бою за аэропорт, по сведениям пресс-службы самопровозглашенной Донецкой Народной Республики, погибли по меньшей мере 30 сепаратистов[99].
  - В Абхазии оппозиция во главе с Раулем Хаджимба захватила президентский дворец и объявила о взятии власти в республике[100].
  - Вторая по размерам горнодобывающая компания в мире Rio Tinto Group и правительство Гвинеи подписали предварительное соглашение о разработке месторождения Симанду, которое является крупнейшим в мире неиспользованным ресурсом железной руды, президент Гвинеи Альфа Конде рассчитывают, что проект может удвоить текущий валовой внутренний продукт страны[101].
- 28 мая
  - Общественная палата Абхазии призвала вернуть ситуацию в конституционное поле и продолжить мирные переговоры между властью и оппозицией[102].
  - Старт космического корабля Союз ТМА-13М к международной космической станции[103].
  - Apple объявила о самом дорогостоящем приобретении за свою историю — покупке за $3 млрд Beats Electronics, занимающейся разработкой наушников и созданием потокового музыкального сервиса[104].
- 29 мая
  - В Астане (Казахстан) подписан договор о создании Евразийского экономического союза[105].
  - На МКС доставлен новый международный экипаж из трёх человек[106].
  - Состоялось вручение премии Кавли. В области астрофизики награду разделили россияне Андрей Линде, Алексей Старобинский и американец Алан Гут «ставшие первопроходцами в теории космической инфляции»[107].
  - В Абхазии парламент республики принял решение о вотуме недоверия премьер-министру Абхазии Леониду Лакербая[108].
- 30 мая
  - В Варшаве на кладбище Воинские Повонзки состоялась военная церемония похорон бывшего президента Польши генерала Войцеха Ярузельского[109].
- 31 мая
  - Президентом Малави стал Питер Мутарика[110].
  - Парламент Абхазии принял решение о досрочных выборах президента и назначил и. о. президента Валерия Бганбу[111].
  - Сопредседатели Новороссии от ДНР Бородай А. Ю., Пушилин Д. В. и Пургин А. Е. обратились к В. В. Путину с просьбой обеспечить бесполётную зону над территорией Донецкой и Луганской народных республик, чтобы исключить применение боевой авиации против мирного населения.[112]
  - Фёдор Конюхов достиг берегов Австралии. Стартовав в 2013 году из порта Конкон (Чили), за 160 дней он сумел пересечь Тихий океан в одиночку на вёсельной лодке без заходов в порты и посторонней помощи (лучшее из предыдущих подобных путешествий длилось 273 дня)[113].
  - Сразу пять тигрят-альбиносов родились в австрийском зоопарке Кернхоф. Это первый подобный случай в Европе[114].
  - Специальные части российской полиции и ОМОНа не дали провести в Москве несанкционированный митинг в защиту прав сексуальных меньшинств. Два активиста были задержаны[115]
  - Землетрясение магнитудой 6,2 зарегистрировано у побережья Мексики. Эпицентр находился в 295 км к юго-западу от прибрежного города Пуэрто-Вальярта[116].
  - Из-за извержения вулкана Апи на острове Сангеанг в Индонезии было прервано воздушное сообщение между Австралией и Юго-Восточной Азией. Аэропорт австралийского города Дарвин был закрыт для полётов[117].
  - Легкомоторный самолёт Cessna упал во двор частного дома в польском городе Бельско-Бяла. Пилот самолёта и пассажир погибли[118].
  - В Терском районе Мурманской области потерпел крушение вертолёт МИ-8. Из находившихся на борту вертолёта 18 человек 15 человек погибли, спастись удалось двоим, судьба одного неизвестна[119].
  - Клип PSY на песню Gangnam Style набрал в YouTube более 2 миллиардов просмотров[120].